# Afonso de Castela (infante)
brasão
Vista da sepultura.

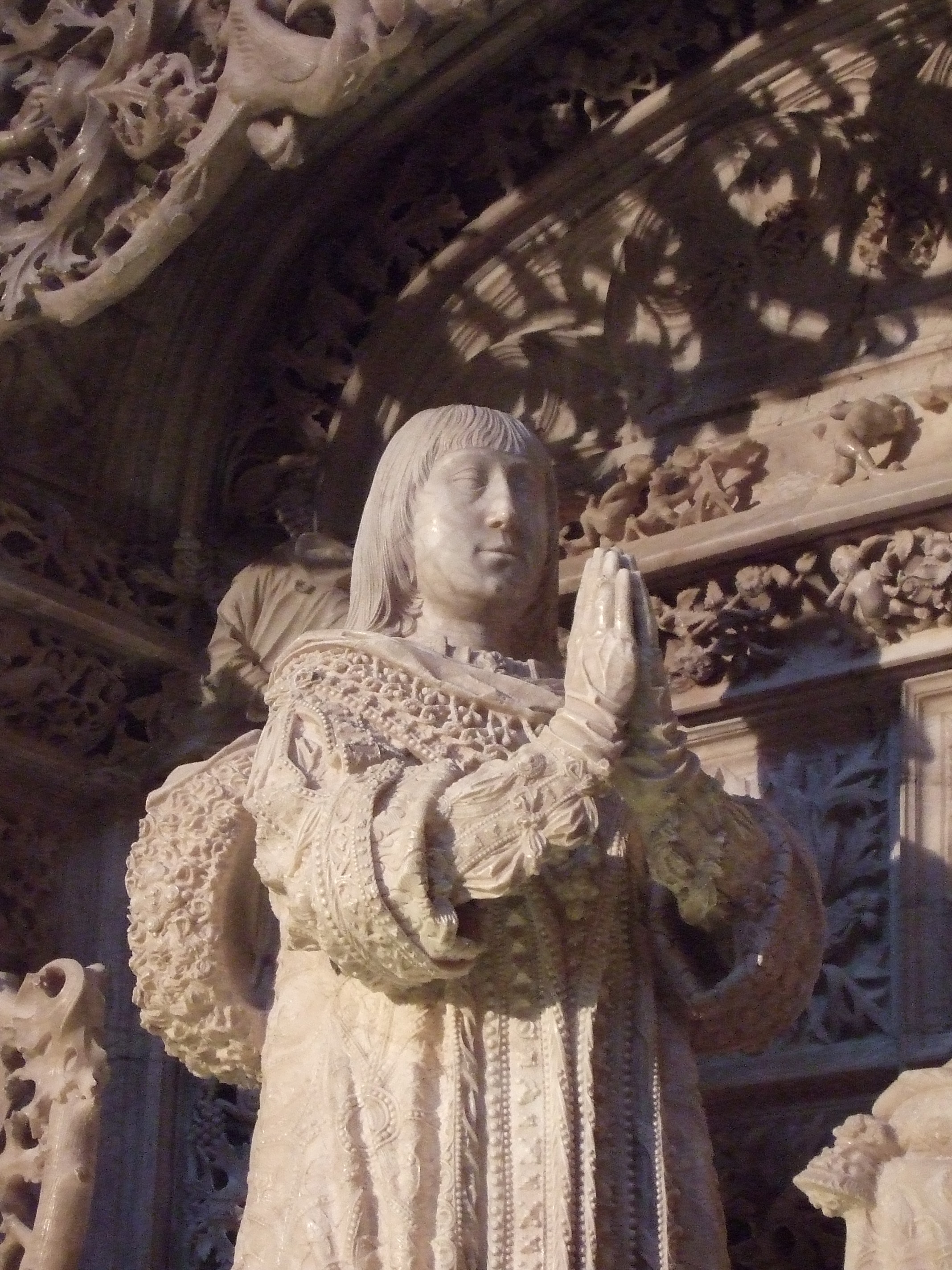
Estátua de Afonso de Aragão e Castela no seu túmulo em Burgos

Afonso, infante de Castela (Tordesilhas, 15 de setembro de 1453 — Cardeñosa, 5 de julho de 1468), parece ter estado algumas vezes antes de morrer novo na posição forçada de  príncipe das Astúrias, ou seja, herdeiro do trono castelhano, durante as lutas para retirar a sucessão desse trono à sua sobrinha Joana de Trastâmara, rainha de Portugal e Castela (1453-1468), antes do início da Guerra de Sucessão de Castela, à morte de Henrique IV, pai desta e meio irmão dele, quando Afonso já havia morrido.

## Vida
Afonso foi filho de D. Isabel, infanta de Portugal e do seu marido João II de Castela. A sua irmã Isabel I de Castela viria a subir ao trono por herdar-lhe as suas pretensões ao trono, no final da guerra civil.
No início da década de 1460, os senhores de Castela estavam totalmente insatisfeitos com Henrique IV, por razão da sua defesa dos direitos de sua filha, acreditavam que Joana, Princesa das Astúrias, alcunhada de "Beltraneja" não era sua filha legítima, mas sim do seu valido, Beltrán de La Cueva.
As Cortes castelhanas de 1464 forçaram o rei Henrique a repudiar a paternidade de Joana e em reconhecer como seu legítimo sucessor Afonso, que recebe, assim, o título de Príncipe das Astúrias. Em seguida, Afonso esteve presente em várias rebeliões contra o rei seu irmão.
No entanto, ainda bastante jovem, Afonso morreu de uma doença, provavelmente uma praga, apesar da hipótese de envenenamento e corte da garganta tivessem sido sugeridas como causas da sua morte. A sua irmã Isabel irá estabelecer com o seu meio-irmão, o rei Henrique um acordo em que o rei forçadamente a reconhecerá provisoriamente como sua legítima sucessora, desde que case a contento do soberano, o que ela não cumprirá, rompendo-se o acordo.